# Oberea praelonga
Oberea praelonga är en skalbaggsart som beskrevs av Thomas Casey 1913. Oberea praelonga ingår i släktet Oberea och familjen långhorningar. Inga underarter finns listade i Catalogue of Life.